# Viriola senafirensis
Viriola senafirensis is een slakkensoort uit de familie van de Triphoridae. De wetenschappelijke naam van de soort is voor het eerst geldig gepubliceerd in 1903 door Sturany.